# Malacoscylus fasciatus
Malacoscylus fasciatus là một loài bọ cánh cứng trong họ Cerambycidae.